# Mount Whiteside
Mount Whiteside är ett berg i Antarktis. Det ligger i Östantarktis. Australien gör anspråk på området. Toppen på Mount Whiteside är 190 meter över havet.
Terrängen runt Mount Whiteside är platt åt sydväst, men åt nordväst är den kuperad. Havet är nära Mount Whiteside åt sydost. Trakten är obefolkad. Det finns inga samhällen i närheten.